# أبو حاتم السجستاني
أبو حاتم سهل بن محمد بن عثمان بن يزيد الجشمي السجستاني ثم البصري (؟-250 هـ) مقرئ نحوي لغوي فارسي، نزيل البصرة وعالمها مدرستها؛ كان إماماً في علوم الآداب، وعنه أخذ علماء عصره كأبي بكر محمد بن دريد والمبرد وابن قتيبة الدينوري وغيرهم، وقال المبرد: «سمعته يقول: قرأت كتاب سيبويه على الأخفش مرتين»، وكان كثير الرواية عن أبي زيد الأنصاري ومعمر بن المثنى أبي عبيدة والأصمعي، عالماً باللغة والشعر، حسن العلم بالعروض وإخراج المعمى، وله شعر جيد، ولم يكن حاذقاً في النحو، وكان إذا اجتمع بأبي عثمان المازني في دار عيسى بن جعفر الهاشمي تشاغل أو بادر بالخروج خوفاً من أن يسأله عن مسألة في النحو. وكان صالحاً عفيفاً يتصدق كل يوم بدينار، ويختم القرآن في كل أسبوع، وله نظم حسن.
وكان جماعا للكتب يتجر فيها، ذكره ابن حبان في الثقات، وروى له النسائي في سننه والبزار في مسنده.
توفي ثمان وأربعين ومائتين، وقيل سنة خمسين، وقيل أربع وخمسين، وقيل خمس وخمسين ومائتين بالبصرة، وصلى عليه سليمان بن جعفر بن سليمان بن علي بن عبد الله بن العباس بن عبد المطلب الهاشمي، وكان والي البصرة يومئذ، ودفن بسرة المصلى.

## مصنفاته
| - إعراب القرآن - ما يلحن فيه العامة - الطير - المذكر والمؤنث - النبات - المقصور والممدود - الفرق - القراءات - المقاطع والمبادي - الفصاحة - النخلة - الأضداد - القسي والنبال والسهام - السيوف والرماح - الدرع والفرس | - الوحوش - الحشرات - الهجاء - الزرع - خلق الإنسان - الإدغام - اللبأ واللبن والحليب - الكرم - الشتاء والصيف - النحل والعسل - الإبل - العشب - الخصب والقحط - اختلاف المصاحف وغير ذلك من المصنفات. |